# Островка (Крым)
Остро́вка (до 1948 года Тюп-Мама́й; укр. Острівка, крымскотат. Tüp Mamay, Тюп Мамай) — исчезнувшее село в Сакском районе Республики Крым (согласно административно-территориальному делению Украины — Автономной Республики Крым), располагавшееся в центре района, в степном Крыму, на северо-западном берегу одного из заливов озера Сасык, примерно в 3 километрах восточнее современного села Каменоломня.

### Динамика численности населения
| - 1806 год — 178 чел. - 1864 год — 79 чел. - 1889 год — 131 чел. - 1892 год — 61 чел. | - 1900 год — 115 чел. - 1915 год — 133/14 чел. - 1926 год — 104 чел. |

## История
Первое документальное упоминание села встречается в Камеральном Описании Крыма… 1784 года, судя по которому, в последний период Крымского ханства Дин Мамай входил в Козловский кадылык Козловского каймаканства. После присоединения Крыма к России (8) 19 апреля 1783 года, (8) 19 февраля 1784 года, именным указом Екатерины II сенату, на территории бывшего Крымского Ханства была образована Таврическая область и деревня была приписана к Евпаторийскому уезду. После Павловских реформ, с 1796 по 1802 год, входила в Акмечетский уезд Новороссийской губернии. По новому административному делению, после создания 8 (20) октября 1802 года Таврической губернии, Тюп-Мамай был включён в состав Кудайгульской волости Евпаторийского уезда.
По Ведомости о волостях и селениях, в Евпаторийском уезде с показанием числа дворов и душ… от 19 апреля 1806 года в деревне Тип-Мамай числилось 17 дворов, 163 крымских татарина и 15 ясыров. На военно-топографической карте генерал-майора Мухина 1817 года деревня Тип мамай обозначена также с 17 дворами. После реформы волостного деления 1829 года Тюп мамай, согласно «Ведомости о казённых волостях Таврической губернии 1829 года» остался в составе Кудайгульской волости. На карте 1836 года в деревне 18 дворов. Затем, видимо, вследствие эмиграции крымских татар в Турцию, деревня заметно опустела и на карте 1842 года Тюп-Мамай обозначен условным знаком «малая деревня», то есть, менее 5 дворов.
В 1860-х годах, после земской реформы Александра II, деревню приписали к Чотайской волости. В «Списке населённых мест Таврической губернии по сведениям 1864 года», составленном по результатам VIII ревизии 1864 года, Тюп-Мамай — владельческая татарская деревня, с 12 дворами, 79 жителями и мечетью при Гниломъ озёрѣ (Сасыкѣ). По обследованиям профессора А. Н. Козловского 1867 года, глубина колодцев в деревне составляла 2—5 саженей (4—10 м), вода в которых была «солёная, или горькая, или солоновато-горькая». На трехверстовой карте Шуберта 1865—1876 года в деревне Тюп-Мамай 20 дворов. В «Памятной книге Таврической губернии 1889 года», по результатам Х ревизии 1887 года, в деревне Тюп-Мамай числилось 25 дворов и 131 житель. Согласно «…Памятной книжке Таврической губернии на 1892 год», в деревне Тюп-Мамай, входившей в Иолчакский участок, был 61 житель в 10 домохозяйствах.
Земская реформа 1890-х годов в Евпаторийском уезде прошла после 1892 года, в результате Мамай-Тюп приписали к новой Сакской волости. По «…Памятной книжке Таврической губернии на 1900 год» в деревне числилось 115 жителей в 32 дворах. На 1914 год в селении действовала земская школа. По Статистическому справочнику Таврической губернии. Ч.II-я. Статистический очерк, выпуск пятый Евпаторийский уезд, 1915 год, в деревне Тюп-Мамай Сакской волости Евпаторийского уезда числилось 32 двора (все дворы безземельные) со смешанным населением в количестве 133 человека приписного"постороннего" и 14 — «постороннего», из которых 72 мужчины и 75 женщин. Жители землёй не владели, но за селением числилось 1580 десятин земли. В хозяйствах имелось 147 лошадей, 4 вола, 28 коров и 940 голов мелкого скота. Также записана экономия Тюп-Мамай — 1 двор и 31 человек "постороннего населения.
После установления в Крыму Советской власти, по постановлению Крымревкома от 8 января 1921 года № 206 «Об изменении административных границ» была упразднена волостная система и село вошло в состав Евпаторийского района Евпаторийского уезда, а в 1922 году уезды получили название округов. 11 октября 1923 года, согласно постановлению ВЦИК, в административное деление Крымской АССР были внесены изменения, в результате которых округа были отменены и произошло укрупнение районов — территорию округа включили в Евпаторийский район. Согласно Списку населённых пунктов Крымской АССР по Всесоюзной переписи 17 декабря 1926 года, в селе Тюп-Мамай, Богайского сельсовета Евпаторийского района, числился 21 двор, все крестьянские, население составляло 96 человек, из них 67 украинцев, 21 татарин, 5 русских и 3 грека. В одноимённом совхозе было 2 двора и 8 человек.
После освобождения Крыма от фашистов, 12 августа 1944 года было принято постановление № ГОКО-6372с «О переселении колхозников в районы Крыма» и в сентябре 1944 года в район приехали первые новосёлы (150 семей) из Киевской и Каменец-Подольской областей, а в начале 1950-х годов последовала вторая волна переселенцев из различных областей Украины. С 25 июня 1946 года Тюп-Мамай в составе Крымской области РСФСР. Указом Президиума Верховного Совета РСФСР от 18 мая 1948 года, Тюп-Мамай переименовали в Островку. Время включения в состав Каменоломенского сельсовета пока не установлено: на 15 июня 1960 года село уже числилось в его составе. 26 апреля 1954 года Крымская область была передана из состава РСФСР в состав УССР. 1 января 1965 года, указом Президиума ВС УССР «О внесении изменений в административное районирование УССР — по Крымской области», Евпаторийский район был упразднён и село включили в состав Сакского (по другим данным — 11 февраля 1963 года). Ликвидировано в период между 1968 годом, когда село ещё числилось в составе Суворовского сельского совета и 1977-м, когда Островка уже числилась в списке упразднённых.